# Clarence von Rosen
Clarence von Rosen   (10 de novembre de 1903 - 7 de juliol de 1933) va ser un genet suec que va competir durant la dècada de 1930.
El 1932 va prendre part en els Jocs Olímpics d'Estiu de Los Angeles, on va disputar quatre proves del programa d'hípica, dues d'individuals i dues per equips. En les dues proves individuals, el concurs complet i els salts d'obstacles, va guanyar la medalla de bronze. En les dues proves per equips l'equip suec no finalitzà la competició.
Va morir en un accident d'avió el 1933 mentre era passatger d'un avió durant un espectacle aeri.